# Leskeodon andicola
Leskeodon andicola är en bladmossart som beskrevs av Brotherus 1907. Leskeodon andicola ingår i släktet Leskeodon och familjen Daltoniaceae. Inga underarter finns listade i Catalogue of Life.